# Wales (Utah)
Wales é uma cidade  localizada no estado norte-americano de Utah, no Condado de Sanpete.

## Demografia
Segundo o censo norte-americano de 2000, a sua população era de 219 habitantes.
Em 2006, foi estimada uma população de 224, um aumento de 5 (2.3%).

## Geografia
De acordo com o United States Census Bureau tem uma área de
0,8 km², dos quais 0,8 km² cobertos por terra e 0,0 km² cobertos por água.

## Localidades na vizinhança
O diagrama seguinte representa as localidades num raio de 20 km ao redor de Wales.